# Grijze nachtzwaluw
De grijze nachtzwaluw (Caprimulgus jotaka) is een vogel uit de familie van de nachtzwaluwen (Caprimulgidae).

## Beschrijving
Deze nachtzwaluw is 28 cm lang. Deze nachtzwaluw lijkt op de jungle-nachtzwaluw. De vogel is sterk grijs gekleurd en heeft geen kastanjebruine kraag. Deze soort is opgesplitst in twee soorten. De jungle-nachtzwaluw (C. indicus) die alleen voorkomt in India en op Sri Lanka is hiervan afgesplitst.

## Verspreiding en leefgebied
De broedgebieden van de grijze nachtzwaluw liggen halfopen landschappen met struikgewas en wat bos of aanplantingen. Deze soort (Caprimulgus jotaka sensu stricto) komt voor in een groot gebied dat reikt van Nepal tot ver in het noorden en oosten van Azië. Vogels die broeden op de gematigde breedten trekken in de winter naar Zuidoost-Azië en de Indische Archipel.
De soort telt 2 ondersoorten:
- C. j. jotaka: van zuidoostelijk Siberië tot Japan, Korea en oostelijk China.
- C. j. hazarae: van noordoostelijk Pakistan via de Himalaya tot noordoostelijk India, Myanmar, zuidelijk China en Malakka.

## Status
BirdLife International en de IUCN beschouwen de grijze nachtzwaluw en de jungle-nachtzwaluw nog als één soort. Deze soort heeft een enorm groot verspreidingsgebied en daardoor is de kans op uitsterven gering. De grootte van de populatie is niet gekwantificeerd. Er is geen aanleiding te veronderstellen dat de soort in aantal achteruit gaat. Om deze redenen staat deze soorten nachtzwaluw als niet bedreigd op de Rode Lijst van de IUCN.